# Amphoe Sanom
Amphoe Sanom (Thai: อำเภอ สนม) ist ein Landkreis (Amphoe – Verwaltungs-Distrikt) in der Provinz Surin. Die Provinz Surin liegt in der Nordostregion von Thailand, dem so genannten Isan.

## Geographie
Amphoe Sanom grenzt an die folgenden Distrikte (von Norden im Uhrzeigersinn): an die Amphoe Rattanaburi, Non Narai, Samrong Thap, Sikhoraphum, Chom Phra und Tha Tum. Alle Amphoe liegen in der  Provinz Surin.

## Geschichte
Der ursprüngliche Name der heutigen Kreishauptstadt war Ban Nong Sanom (บ้านหนองสนม), sie war eine Mueang von Surin. 1893 wurde sie Mueang Rattanaburi, dem heutigen Amphoe Rattanaburi zugeordnet.
Der „Zweigkreis“ (King Amphoe) Sanom wurde am 1. Juli 1971 eingerichtet, indem die fünf Tambon Sanom, Khaen, Na Nuan, Nong Rakhang und Phon Ko vom Amphoe Rattanaburi abgetrennt wurden. 
Am 12. April 1977 wurde er offiziell zum Amphoe heraufgestuft.

## Verwaltung

### Provinzverwaltung
Der Landkreis Sanom ist in sieben Tambon („Unterbezirke“ oder „Gemeinden“) eingeteilt, die sich weiter in 78 Muban („Dörfer“) unterteilen.
| Nr. | Name         | Thai     | Muban | Einw. |
| --- | ------------ | -------- | ----- | ----- |
| 01. | Sanom        | สนม      | 12    | 9.129 |
| 02. | Phon Ko      | โพนโก    | 12    | 7.164 |
| 03. | Nong Rakhang | หนองระฆัง | 08    | 4.455 |
| 04. | Na Nuan      | นานวน    | 13    | 5.964 |
| 05. | Khaen        | แคน      | 14    | 8.929 |
| 06. | Hua Ngua     | หัวงัว     | 08    | 4.272 |
| 07. | Nong I Yo    | หนองอียอ  | 11    | 4.799 |

### Lokalverwaltung
Es gibt zwei Kommunen mit „Kleinstadt“-Status (Thesaban Tambon) im Landkreis:
- Khaen (Thai: เทศบาลตำบลแคน), bestehend aus dem gesamten Tambon Khaen.
- Sanom (Thai: เทศบาลตำบลสนม), bestehend aus Teilen des Tambon Sanom,

Außerdem gibt es sechs „Tambon-Verwaltungsorganisationen“ (องค์การบริหารส่วนตำบล – Tambon Administrative Organizations, TAO):
- Sanom (Thai: องค์การบริหารส่วนตำบลสนม)
- Phon Ko (Thai: องค์การบริหารส่วนตำบลโพนโก)
- Nong Rakhang (Thai: องค์การบริหารส่วนตำบลหนองระฆัง)
- Na Nuan (Thai: องค์การบริหารส่วนตำบลนานวน)
- Hua Ngua (Thai: องค์การบริหารส่วนตำบลหัวงัว)
- Nong I Yo (Thai: องค์การบริหารส่วนตำบลหนองอียอ)